# بشر بن الحسن بن علي
بشر بن الحسن كان حفيدًا للنبي محمد. وهو ابن الإمام الشيعي الثاني الحسن بن علي بن أبي طالب. ويُعتبر أحد شهداء معركة كربلاء، على الرغم من عدم وجود سجل يصف الظروف المحيطة بوفاته على يد قوات العدو.
أول مؤرخ معروف ذكر مقتل بشر بن الحسن في كربلاء هو العالم الشيعي ابن شهرآشوب. حيث أوضح أن من بين أبناء الحسن بن علي العشرين، شارك في المعركة سبعة، من بينهم بشر بن الحسن. وقُتلوا جميعهم، عدا واحد منهم، أثناء المعركة. وفي روايته لمقتلهما، كتب شهرآشوب عن بشر: "... وقيل إن بشر استشهد أيضًا".
ومن إخوة بشر بن الحسن الذين حضروا واقعة عاشوراء عمرو (الذي قُتل في واقعة كربلاء وهو طفل)، والحسن (المعروف باسم "الحسن المثنى") والقاسم (الذي يُعتقد أنه قُتل أيضًا في كربلاء)، وعبد الله (عبد الله الأصغر).